# Подсадничье
Подсадничье — деревня в Торошинской волости Псковского района Псковской области России.
Расположена в 11 км к северу от Пскова и в 14 км к западу от деревни Торошино.
Численность населения деревни по состоянию на 2000 год составляла 13 человек.